# Йозеф Гакгофер
Йозеф Гакгофер (нім. Josef Hackhofer; 18 березня 1863, Вольфсберг, Каринтія — 8 вересня 1917, Відень) — австрійський архітектор-мостобудівник.

## Життя і творчість
Після закінчення реального училища в Клагенфурті Йозеф Гакгофер вступив до віденської Вищої технічної школи, де навчається у Карла Кеніга та Віктора Лунца. Після завершення освіти працює в різних архітектурних майстернях, в тому числі креслярем у Отто Вагнера. У період між 1898 і 1906 роками Йозеф Гакгофер створює разом з Фрідріхом Оманом архітектурне бюро. Вони спільно будують ряд мостів на річці Відень, а також Молочний павільйон у віденському міському парку. Пізніше архітектор працює самостійно, або з іншими партнерами. До його кращих робіт відноситься створений в стилі модерн Високий міст у Відні. У 1912 році на Міжнародній архітектурній виставці в Лейпцигу Йозеф Гакгофер був відзначений призом міста Лейпцига.
Був одружений, мав двох синів.
Помер внаслідок інсульту.